# Mancieulles
Mancieulles è un comune francese di 1 706 abitanti situato nel dipartimento della Meurthe e Mosella nella regione del Grand Est.

## Società

### Evoluzione demografica
Abitanti censiti